# Passionsfenster (Moulins)

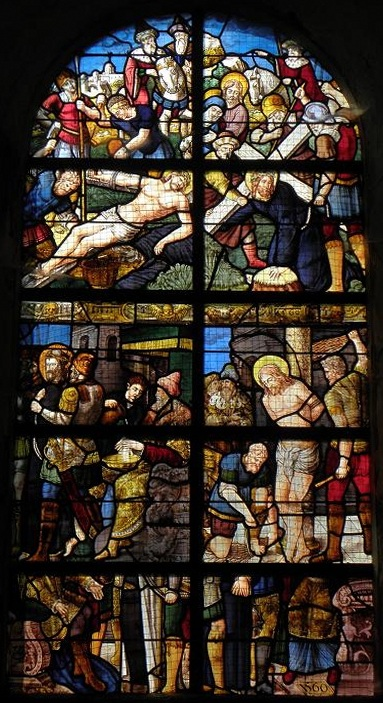
Passionsfenster in Moulins (Ille-et-Vilaine)

Das Passionsfenster in der katholischen Pfarrkirche St-Martin in Moulins, einer französischen Gemeinde im Département Ille-et-Vilaine in der Region Bretagne, wurde um 1560 geschaffen. Das Bleiglasfenster wurde 1907 als Monument historique in die Liste der geschützten Objekte (Base Palissy) in Frankreich aufgenommen.
Das zweigeteilte Fenster wurde von einer unbekannten Werkstatt geschaffen. Es zeigt den Leidensweg Jesu: die Geißelung Jesu, Jesus fällt mit dem Kreuz und Jesus wird ans Kreuz geschlagen. Das Fenster wurde rekonstruiert, wobei fehlende Teile ergänzt wurden. Die letzte Restaurierung wurde 1994 vom Atelier Le Bihan in Quimper durchgeführt.
Neben dem Passionsfenster ist noch das Wurzel-Jesse-Fenster in der Kirche aus der Zeit der Renaissance erhalten.

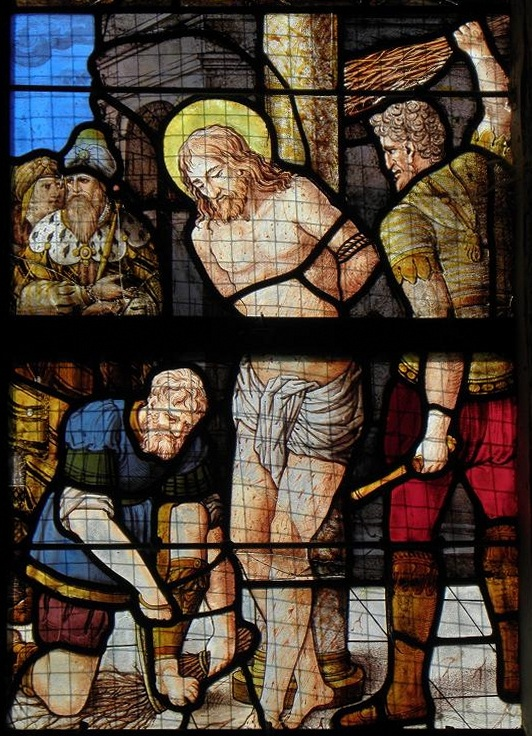
Geißelung Jesu
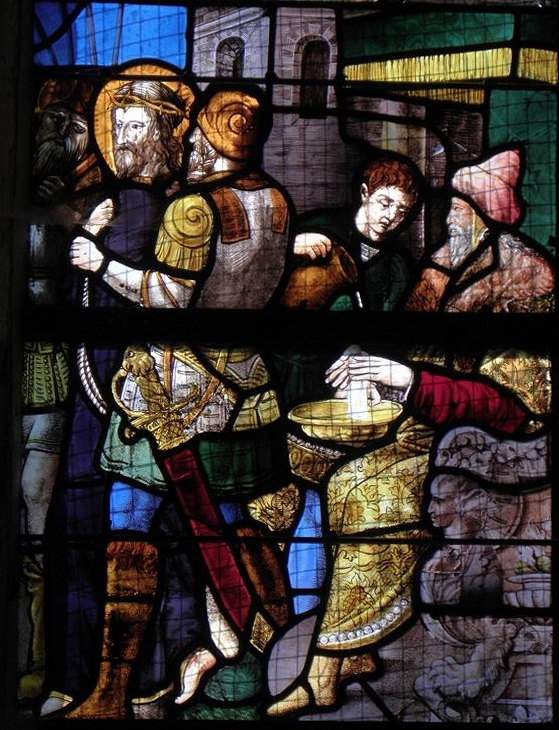
Pilatus wäscht sich die Hände in Unschuld
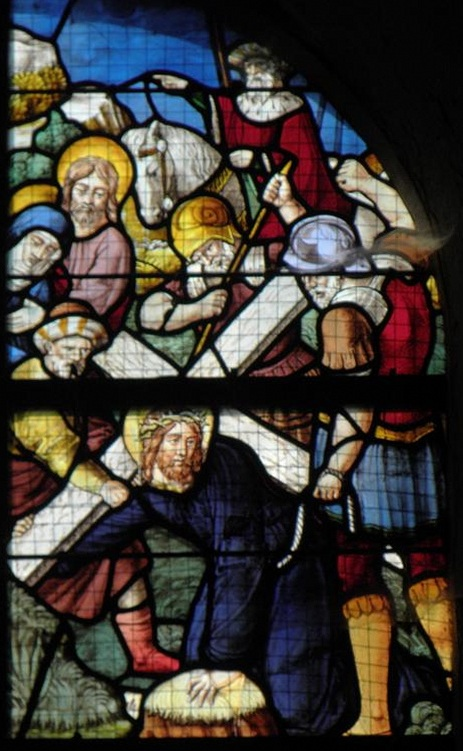
Jesus fällt mit dem Kreuz
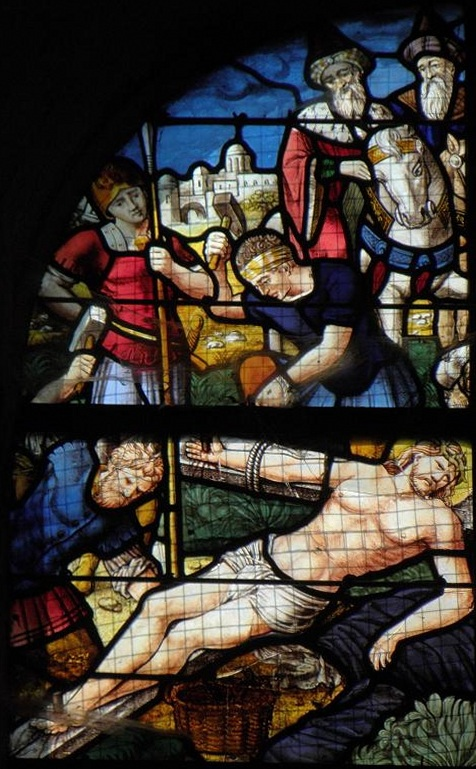
Jesus wird ans Kreuz geschlagen